# Моторни песни
„Моторни песни“ (изписване до 1945 година: „Моторни пѣсни“) е единствената стихосбирка на Никола Вапцаров.
Стихосбирката съдържа 21 песни, написани на български език. Излиза през 1940 година в тираж 1500 броя. Преведена е на повече от 30 езика.